# Кодекс понашања
Кодекс понашања је скуп правила који уобличава друштвене норме, верска правила и одговорности и пристојне навике појединца. Кодекс понашања дефинисан је као "принципи, вредности, стандарди и правила понашања који воде до одлуке, процедуре и система организације на начин који (1) доприноси добробити својих кључних актера и (2) поштује права свих конституената на које утиче."
Уобичајени кодекс понашања написан је за запослене у предузећу, који штити посао и упознаје запослене са очекивањима предузећа. Идеално је чак и за најмања предузећа да формирају документ који садржи важне информације о очекивањима предузећа од својих запослених. Овај документ не мора бити сложен или имати разрађену политику, али треба да садржи једноставну основу оног што предузеће очекује од сваког запосленог.

## Кодекс понашања у пракси
Кодекс понашања може бити важан корак у успостављању инклузивне културе, али само није свеобухватно решење. Етичку културу креирају лидери организације који своју етику испољавају кроз своје понашање и ставове. Студије кодекса понашања у приватном сектору показују да њихова ефикасна имплементација мора бити део процеса учења који захтева обуку, доследно спровођење и непрекдино премеравање/побољшавање. Захтевајући од чланова да само прочитају кодекс није довољно да би се сигурно могло тврдити да су га разумели и запамтили њен садржај. Доказ ефикасности је када се запослени/чланови осећају довољно слободним да изразе забринутост и верују да ће организација узвратити одговарајућим делима.

## Примери
- Кока-колин кодекс понашања[5]
- Хамурабијев законик
- Златно правило
- Пет стубова ислама
- Женевске конвенције
- Хипократова заклетва
- Десет Божјих заповести
- Бечка конвенција о дипломатским односима из 1961.